# BOOTP
BOOTP是一種網路協定，讓電腦可以從伺服器下載啟動程式，其定义于 1985 年发布的 RFC 951。
BOOTP（Bootstrap Protocol）是DHCP的前身，本來是設計用來給無磁碟主機透過網路開機用的協定，它與DHCP最大的不同有：
1. 會要求一個boot file，用來获取開機配置。
2. 不支援動態IP分配，也因此BOOTP客戶端不知道有關DHCP中租約時間的部份。

由於BOOTP與DHCP的封包格式極為相似，因此有的DHCP伺服器也支援BOOTP協定，
也能夠回應BOOTP客戶端的請求，但是由於BOOTP不支援DHCP的租約時間選項，
因此DHCP伺服器在發放IP給BOOTP客戶端時，基本上是假設租約時間無上限，也就是不回收發給
BOOTP 客户端的IP地址。
BOOTP 使用 UDP 进行传输，并且只使用 IPv4。服务器用来接收请求的端口是 67，客户端用于接收回复的端口是 68。
最早的 BOOTP 需要软盘建立最开始的网络连接，但是后来设备制造商直接将 BOOTP 内置，实现了完全的网络启动。